# Metsäisenjärvi
Metsäisenjärvi är en sjö i kommunen Miehikkälä i landskapet Kymmenedalen i Finland. Arean är 34 hektar och strandlinjen är 4,14 kilometer lång. Sjön  ingår i Vaalimaanjokis huvudavrinningsområde.   Den ligger omkring 54 kilometer nordöst om Kotka och omkring 160 kilometer öster om Helsingfors. 